# Symphurus trifasciatus
Symphurus trifasciatus är en fiskart som först beskrevs av Alcock, 1894.  Symphurus trifasciatus ingår i släktet Symphurus och familjen Cynoglossidae. Inga underarter finns listade i Catalogue of Life.